# ضريح حبقوق النبي
ضريح حبقوق النبي (بالفارسية: آرامگاه حبقوق نبی) هو ضريح تاريخي يعود إلى 700 ق م، ويقع في تويسركان.